# Itsukushima (incrociatore)
La Itsukushima (厳島?) fu un incrociatore protetto classe Matsushima della Marina imperiale giapponese impostata il 7 gennaio 1888 nel cantiere di Compagnie des Forges et Chantiers de la Méditerranée à la Seyne, Francia, varata il 11 luglio 1889 e completata nell'agosto 1891. Come le sue navi sorelle (Matsushima e Hashidate) il suo nome deriva da una delle vedute più belle del Giappone, in questo caso Itsukushima nella prefettura di Hiroshima nel mare interno, sede di un famoso santuario shinto dedicato alla dea Benzaiten.

## Storia
La Itsukushima combatté nella battaglia del fiume Yalu e nel successivo attacco contro Weihaiwei nella prima guerra sino-giapponese.
Il 21 marzo 1898 venne riclassificata come incrociatore di seconda classe.
Il 25 febbraio 1901 insieme alla Hashidate salpò da Yokosuka per un tour che la portò a Manila, Batavia, Hong Kong, Chelumpo, Pusan, Gensan, and Vladivostok, ritornando a Yokosuka il 14 agosto 1901.
Durante la guerra russo-giapponese la Matsushima e le sue navi sorelle, ormai troppo vecchie, furono assegnate al 5º Squadrone della Terza Flotta di riserva, insieme con l'ugualmente vecchia ironclad Chin'en al comando dell'ammiraglio Shichiro Kataoka.
Il 28 agosto 1912, venne riclassificata come vascello di difesa costiera di seconda classe e cancellata dalla lista delle navi attive il 12 marzo 1926.

## Fonti
- Roger Chesneau, Eugene M. Kolesnik (a cura di). Conway's All the World Fighting's Ships 1860-1905. Londra, Conway Maritime Press Ltd, 1979